# Unibail-Rodamco-Westfield
Unibail-Rodamco-Westfield SE — французько-нідерландська компанія. Штаб-квартира знаходиться в Парижі, Франція. Основний напрямок діяльності компанії — інвестиції в комерційну нерухомість. Також компанія є найбільшим в Європі власником комерційної нерухомості.
Основні активи, якими управляє компанія, зосереджені в наступних секторах: торгові центри, конгрес-центри, офісна нерухомість. Оцінюються ж ці активи на суму 23,9 млрд євро.
Компанія була утворена в червні 2007 року в результаті злиття французької компанії Unibail і нідерландської Rodamco Europe. У червні 2018 року компанія придбала австралійського оператора торгових центрів Westfield Corporation.